# Liste des drapeaux de Suisse O
Pour les communes suisses commençant par O. Pour plus d'informations sur les conceptions, s'il vous plaît lire l'article d'une commune. 

Onex
Oron-la-Ville
Orsières